# Хофер, Йозефа
Мария Йозефа Хофер, урождённая Вебер (нем. Maria Josepha Hofer; 1759, 1758 или около 1757, Целль — 29 декабря 1819, Вена) — австрийская оперная певица (сопрано). Известна как первая исполнительница партии Царицы ночи в опере Моцарта «Волшебная флейта».

## Биография
Мария Йозефа Вебер родилась в 1757 или 1758 году в Целль-им-Визенталь. Она была старшей дочерью скрипача Франца Фридолина Вебера. Её сёстрами были Констанция (впоследствии ставшая женой Моцарта), Алоизия и Софи Вебер.
После смерти отца Йозефа поселилась в Вене, а с 1785 по 1787 год выступала в Граце. 21 июля 1788 года она вышла замуж за придворного скрипача Франца де Паула Хофера, приятеля Моцарта, который, вероятно, их и познакомил. С 1789 года она вновь пела в Вене, в театре Ауф дер Виден, которым руководил Шиканедер, а впоследствии в Театре ан дер Вин. 24 января 1789 года она пела в немецкой версии комической оперы Паизиелло «Воображаемые философы». Вероятно, для неё Моцарт написал утраченную арию «Ohne Zwang aus eignem Triebe», а также вставную арию «Schon lacht der holde Frühling», предназначавшуюся для исполнения в немецкой версии другой оперы Паизиелло, «Севильский цирюльник». Первым успехом певицы стало выступление в «Обероне» Пауля Враницкого в 1790 году. В том же году у неё родилась дочь Йозефа, впоследствии также ставшая певицей.
Прежде всего Йозефа Хофер известна тем, что стала первой исполнительницей партии Царицы ночи в «Волшебной флейте» Моцарта.
Композитор написал для неё две контрастные по своему характеру арии — «O Zittre nicht, mein lieber Sohn» и «Der Hölle Rache kocht in meinem Herzen» — с тем, чтобы подчеркнуть особенности её голоса и способность петь в высокой тесситуре. Существует легенда, что умирающий Моцарт в бреду говорил, будто слышит, как Йозефа поёт арию Царицы ночи и берёт верхнее «фа».
После премьеры «Волшебной флейты» Хофер продолжала выступать с труппой Шиканедера. Особый успех она имела в партии Юноны в «Аркадском зеркале» Зюсмайера: только в январе 1795 года опера ставилась 14 раз, а до конца года выдержала ещё около трёх десятков постановок. Одна из арий, «Juno wird stets um dich schweben», требовала от исполнительницы такого же вокального мастерства, как и ария Царицы ночи.
В 1796 году умер муж Йозефы, и в следующем году она вышла замуж за певца Фридриха Себастьяна Майера. Впоследствии супруги не раз выступали вместе. Современники неоднозначно отзывались об искусстве певицы: с одной стороны, отмечалось её умение брать высокие ноты, с другой — резкость голоса и недостаток актёрского мастерства.
В 1805 году Йозефа Хофер оставила сцену. Она умерла 29 декабря 1819 года в Вене.